# Alberto VII de Schwarzburgo-Rudolstadt
El Conde Alberto VII de Schwarzburgo-Rudolstadt (16 de enero de 1537-10 de abril del 1605) fue Conde de Schwarzburgo y fundador de la línea de Schwarzburgo-Rudolstadt, que posteriormente recibió el título de Príncipe. Era el menor de los hijos supervivientes del conde Gunter XL, Conde de Schwarzburgo-Blankenburg y de su esposa la Condesa Isabel de Ysenburg-Büdingen en Birstein.

## Biografía
Su padre, Gunter XL, había unificado todas las posesiones de Schwarzburgo. Después de su muerte en 1552, el condado fue heredado por sus cuatro hijos supervivientes, Gunter XLI, Juan Gunter I, Guillermo I y Alberto VII, quienes dividieron el país en 1572. Después de la muerte sin descendencia de Gunter XLI en 1583 y Guillermo I en 1597, sus posesiones fueron divididas entre los hermanos todavía vivos Juan Gunter y Alberto VII. Esta partición se convirtió en el inicio de las dos líneas de la Casa de Schwarzburgo, Schwarzburgo-Rudolstadt y Schwarzburgo-Sondershausen, que ambas existieron hasta después de la Primera Guerra Mundial.
Alberto estudió en varias universidades alemanes y en Padua. A partir de 1557 residió en la corte del Príncipe de Orange-Nassau. Sirvió a partir de 1563 a las órdenes de su hermano Gunter XLI en el ejército del Rey de Dinamarca y a partir de 1573 vivió en Rudolstadt.

## Familia e hijos
Se casó dos veces. Por primera vez, el 14 de junio de 1575 contrajo matrimonio con la Condesa Juliana de Nassau-Dillenburg, hija del Conde Guillermo I de Nassau-Dillenburg y tuvo los siguientes hijos:
1. Conde Carlos Gunter de Schwarzburgo-Rudolstadt (6 de noviembre de 1576 - 24 de septiembre de 1630)
2. Isabel Juliana (1 de enero de 1578 - 28 de marzo de 1658)
3. Sofía (1 de marzo de 1579 - 24 de agosto de 1630), desposó el 30 de marzo de 1595 al Conde Jobst II d Barby-Mühlingen
4. Magdalena (12 de abril de 1580 - 22 de abril de 1632), desposó el 22 de mayo de 1597 al Conde Enrique II de Reuss-Gera
5. Conde Luis Gunter I de Schwarzburgo-Rudolstadt (27 de mayo de 1581 - 4 de noviembre de 1646)
6. Conde Alberto Gunter de Schwarzburgo-Rudolstadt (8 de agosto de 1582 - 20 de enero de 1634)
7. Ana Sibila (14 de marzo de 1584 - 22 de agosto de 1623), desposó el 15 de noviembre de 1612 al Conde Cristián Gunter I de Schwarzburgo-Sondershausen.
8. Catalina María (13 de julio de 1585 - 19 de enero de 1659)
9. Catalina Susana (13 de febrero de 1587 - 19 de abril de 1662)
10. Enrique Gunter, murió en la infancia en 1589

Por segunda vez, el 2 de marzo de 1591 contrajo matrimonio con la Condesa Albertina Isabel de Leiningen-Westerburg, pero este matrimonio no tuvo hijos.